# وانگ ییه-جیون
وانگ ییه-جیون (انگلیسی: Wang Yih-jiun؛ زادهٔ ۱۷ مه ۱۹۲۷ - درگذشته نامشخص) بازیکن بسکتبال اهل تایوان بود. وی در بازی‌های المپیک تابستانی ۱۹۵۶ شرکت کرده‌است.